# Ad Fransen
Ad Fransen (Nijmegen, 20 april 1955) is een Nederlandse journalist en schrijver. Hij schreef in 2005 een boek over zijn jarenlange verslaving aan de cocaïne. Ook maakte Fransen veel schrijversportretten en was hij tussen 1992 en 2008 redacteur en later adjunct-hoofdredacteur van opinieweekblad HP/De Tijd.